# 克魯吉 (季夫里夫區)
48°50′16″N 28°19′52″E / 48.83778°N 28.33111°E
克魯吉（烏克蘭語：Круги），是烏克蘭的村落，位於該國西南部文尼察州，由文尼察區負責管轄，始建於1720年，面積0.06平方公里，海拔高度277米，2001年人口120，人口密度每平方公里2,033.9人。